# Vizslás-patak
A Vizslás-patak a Cserhátban ered, Vizslás településtől északra, Nógrád vármegyében, mintegy 310 méteres tengerszint feletti magasságban. A patak forrásától kezdve déli-délnyugati irányban halad, majd Bátonyterenyénél éri el a Tarján-patakot.
A Vizslás-patak vízgazdálkodási szempontból a Zagyva Vízgyűjtő-tervezési alegység működési területét képezi.

## Part menti települések
- Vizslás
- Bátonyterenye